# 法布里斯·桑托羅
法布里斯·桑托羅（法語：Fabrice Santoro，1972年12月9日—），法國職業網球運動員。出生於大溪地。在他參加2010年澳網之後，他打破了阿格西保持的大滿貫賽事參賽記錄（61次）。他獲得過六項ATP巡迴賽的冠軍。單打職業生涯最高世界排名第17位。
他虽然无法跻身顶尖球员的行列，但仍完成了一个长久的惊人的职业生涯，并取得了不俗的成就。由于他在场上风度翩翩，且总能打出一些匪夷所思的漂亮击球，所以受到了观众和对手的一致的好评和喜爱。
得益于他职业生涯的长度（20年），桑托罗在ATP保持着一系列的记录：包括在大满贯单打比赛的出场次数，他是唯一一个能跨越4个年代参加大满贯比赛的男单选手（从1989年的法网到2010年的澳网）。不可避免的，他也保有ATP历史上最多的生涯失利场数记录——444。但他还是保持了50%以上的胜率。
在单打赛场，桑托罗总共获得了6个冠军，不过在大满贯上只有一次闯入了8强。他在双打赛场上更为成功，总计24个冠军还包括3次个大满贯的头衔（2次双打，1次混双）。

## 外部連結
- 法布里斯·桑托羅（英文/西班牙文）的官方資料
- 法布里斯·桑托羅的國際網球總會 職業／青少年 官方資料（英文）
- 法布里斯·桑托羅的官方資料（英文）